# Mohand Ameziane Yazourene
 (octobre 2017).
Mohand Ameziane Iazzourene ou Yazourene ou Iazourène alias Saïd Berirouche ou Saïd Vrirouche est l'un des sept colonels qui ont dirigé la Wilaya III historique en Kabylie au cours de la guerre d'Algérie. Il est né le 18 mars 1912 à Timizart, wilaya de Tizi Ouzou, en Algérie, et mort le 6 janvier 1988.

## Biographie
Le surnom « Vrirouche » lui a été donné (vrirouche : rusé en kabyle), en raison de sa ruse. C’est ainsi que « Vrirouche » reste son deuxième prénom et il le porte jusqu’à sa mort.
Saïd Vrirouche rejoint le mouvement national algérien très jeune, d'ailleurs il intègre le Parti populaire algérien (PPA) dès 1942 et ensuite au sein du Mouvement pour le triomphe des libertés démocratiques dès 1945, dont il est responsable pour la région d'Azazga. Fin stratège, il est rapidement reconnu par ses pairs qui lui confient rapidement d'importantes fonctions dans le cadre de la structuration de l'action armée.
Le 1er novembre 1954, il a la responsabilité d'une des premières actions clandestines, en compagnie de Ali Mellah, dans le centre-ville d'Azazga visant la demeure de l'administrateur civil et la brigade de gendarmerie.
À la création de l'Organisation spéciale (OS) en 1947, Mohand Ameziane Yazourene a été parmi les premiers à y adhérer. Il en était d’ailleurs un membre très actif. Et dès 1946, il a été désigné premier responsable pour la région nord de la Kabylie. Et c’est lui qui a recruté et formé les tout premiers groupes armés de la région de Kabylie.
Il fut parmi les membres actifs dans les préparatifs du déclenchement de la guerre pour l’indépendance de l'Algérie en Kabylie épaulé par le chef combattant Ali Mellah pour mener les opérations au niveau de la région d’Azazga. Il fut aussi impliqué dans les affrontements fratricides que se livraient le FLN et le MNA de Messali El Hadj.
En 1956, il est promu commandant à la suite du congrès de la Soummam. Il est chargé de l’acheminement des armes et des munitions. Il part ensuite pour Ghardimaou, siège de l’état-major général de l’ALN, en qualité de représentant de la Wilaya 3.
En 1956, le gouverneur Jacques Soustelle décida d’armer des Kabyles contre des Kabyles pour mettre fin à la rébellion. Sur le modèle vietnamien « l’Opération Oiseau bleu » est confiée au Capitaine Hentic. Si Saïd Vrirouche, averti par l'un de ses informateurs, prend le commandement de l'opération « Force K » sur ordre de Krim Belkacem, et cela afin de contrer les plans de l’armée française.
Cette opération consistait à jouer les traîtres au sein de l'armée française. Si Saïd Vrirouche s'engage avec Mehlal Saïd et Zaidet Ahmed et parviennent à déjouer les actions de déstabilisation de l'armée française et s'emparer par là d'un lot de 1200 armes dont 250 fusils de guerre et d'un butin de 300.000 d'anciens francs.
Conscient de s'être fait berner, le 11 octobre, l'armée française déploie 10 000 hommes composés de la 27e DIA et du 3e RPC de Bigeard au travers de l'opération « Djennad » afin d'anéantir les hommes de la « Force K », mais sans succès. Après cet échec, l'armée française déploie une opération militaire de plus grande envergure, l'Opération Jumelle avec 25 000 hommes mobilisés en Kabylie.
En 1957, après le départ de Saïd Mohammedi en Tunisie, Si Saïd Vrirouche prend le commandement de la wilaya III assurant ainsi l'intérim pendant 3 mois avant l'arrivée du colonel Amirouche.
En 1959, il est promu colonel par Krim Belkacem et se voit confier le commandement de la région Nord de la Wilaya III. Une région terriblement affectée par la guerre qui s’étendait de Dellys dans les Issers jusqu’à la petite Kabylie. Grièvement blessé, il est hospitalisé à Tunis. Durant cette longue période, son fils, qui avait rejoint les rangs de l’ALN, meurt au combat en 1960, précise le compagnon d'arme Si Mahmoud.
Si Saïd Vrirouche fait partie des 34 membre du Conseil national de la Révolution algérienne (CNRA), poste qu’il conserve jusqu’à la fin de la guerre.
Après l’indépendance de l'Algérie en 1962, Mohand Ameziane Yazourene rentre en Algérie où il exerce plusieurs fonctions. Député à la première Assemblée constituante de l’Algérie indépendante, il s’implique aussi pour trouver une solution à la crise de Kabylie de 1963. Il décède le 5 janvier 1988 des suites d’une maladie,.